# Spider-Man Versus Kraven the Hunter
Spider-Man Versus Kraven the Hunter es un cortometraje de superhéroes estadounidense de 1974 escrito y dirigido por Bruce Cardozo. Es una película fans que fue avalada por Marvel Comics y autorizada por Stan Lee.

## Historia
Según un artículo de la edición de 1975 de FOOM, la película cuenta con apariciones de Kraven el Cazador y Gwen Stacy, y la historia está basada en el número quince del cómic The Amazing Spider-Man.
En octubre de 1972, Cardozo escribió una carta a Stan Lee explicándole el proyecto. Recibió una carta de aprobación muy entusiasta siempre que la película se limitara a una exhibición no comercial (debido a los compromisos de licencias comerciales que Marvel Comics tenía en ese momento). Luego presentó la idea a su clase de cine experimental, proponiendo una película semiprofesional de Spider-Man, de media hora, en 16 mm, en color y con sonido. Cuando explicó los efectos especiales, la clase sintió que era imposible, pero su instructor, Peter Glushanok, estaba muy interesado y le dio el visto bueno a Cardozo.
El primer semestre se dedicó casi íntegramente a la preproducción. Cardozo era un perfeccionista y habló con cientos de personas antes de decidir solo por el elenco. Quería que el público se dijera a sí mismo: "él o ella se ve y actúa exactamente como los personajes". Daphne Stevens y Marilyn Hecht hicieron el vestuario, Richard Eberhardt diseñó los gráficos, como la señal arácnida (además de interpretar a Spider-Man con el vestuario) y Art Schweitzer creó los inusuales efectos de iluminación que aparecen a lo largo de la película. Cardozo trabajó en el escenario, la dirección de producción y los efectos especiales.
Construyeron una sección entera del edificio para que Spider-Man pudiera escalar. Utilizaron tomas con movimiento matte para hacer que Spider-Man se balanceara por Times Square de noche con todos los carteles de neón destellando en el fondo para producir imágenes impresionantes y deslumbrantes. En lugar de utilizar un fondo de apariencia falsa cuando Spider-Man sube y baja edificios, incorporaron puestas de sol y fondos coloridos y utilizaron fondos móviles en una escena en la que Kraven envía leones tras Spider-Man en el conflicto final.
El segundo trimestre fue agitado con más rodaje y edición por parte de Julie Tanser. Cuando la película estaba terminada en tres cuartas partes, le dieron a Stan Lee, Ray Thomas y otros miembros del bullpen un adelanto de algunas de las escenas clave de la película. Quedaron muy impresionados y entusiasmados con los resultados y les animaron a terminar el proyecto.
Cardozo y su equipo esperaban poder distribuir la película de alguna forma en el futuro, pero el 24 de abril de 2015, Cardozo murió y su computadora que contenía la única copia conocida de la película fue destruida, convirtiéndola en una película perdida. Su última exhibición conocida fue en la Convención de Cómics y Ciencia Ficción de Los Ángeles en 2005. La película nunca estuvo disponible en línea porque Cardozo estaba en contra.
En diciembre de 2021, se filtraron en línea 4 nuevas imágenes en color de la película, que muestran una toma de Spider-Man arrastrándose por la pared, un grupo de matones siendo emboscados por la señal de araña (un dispositivo que Spider-Man usó durante los primeros cómics), una escena de lucha con Spider-Man derrotando al grupo de matones y el primer vistazo completo a Kraven.

## Trama
El guion fue adaptado principalmente de The Amazing Spider-Man #15, con varias escenas agregadas para actualizar la historia sobre la primera llegada de Kraven a Estados Unidos.
Spider-Man se lanza hacia abajo y atrapa a un grupo que está organizando un robo a un banco y, al caer inesperadamente, un hombre escapa y contacta a Kraven el Cazador. Parker descubre esto de primera mano cuando toma fotografías para The Daily Bugle cuando Kraven llega en barco. Después de estudiar el estilo de lucha de Spider-Man organizando un robo para que Spider-Man lo detenga, Kraven finalmente sale de su escondite y pelea contra Spider-Man. Spider-Man se da cuenta de la verdadera fuerza de Kraven y también se da cuenta de que Kraven hace trampa al infectar a sus oponentes con drogas que los debilitan.

## Elenco
- Joe Ellison como Peter Parker / Spider-Man
- A. Andrew Pastorio como J. Jonah Jameson
- Actriz desconocida como Gwen Stacy
- Actor desconocido como Kraven el Cazador

## Recepción
El casting fue muy bien recibido por los empleados de Marvel Comics. El traje realista de Spider-Man fue aclamado y el casting de Andrew Pastario como J Jonah Jameson y Joe Ellison como Peter Parker recibió elogios por su parecido con los personajes. 